# Пояна (Єдинецький район)
Пояна (рум. Poiana) — село в Єдинецькому районі Молдови. Входить до складу комуни, адміністративним центром якої є село Гінкеуць.
Більшість населення — українці. Згідно з даними перепису 2004 року — 281 особа (82 %).